# Roberto Bermúdez Sánchez
Roberto Bermúdez Sánchez (25 de abril de 1948, Ciudad de México) es un académico, escritor, pintor, y sociólogo mexicano, actual profesor de la Facultad de Ciencias Políticas y Sociales de la Universidad Nacional Autónoma de México.

## Biografía
Sin padre, de niño y adolescente le tocó ser vecino de la colonia Roma. Vivió lo que fue el movimiento del 68 en México, vio la "matanza del Jueves de Corpus", presenció los derrumbes del terremoto de 1985, el movimiento del CEU de 1986, el fraude el 88 y la huelga universitaria del 99.
Ingresó a la Facultad de Ciencias Políticas y Sociales de la Universidad Nacional Autónoma de México en 1971, donde en 1976, obtuvo el título de licenciatura en sociología. Entre 1978 y 1991 efectuó estudios de posgrado en el campo de la sociología en la UNAM, además un posgrado en Historia por la Universidad de Sevilla, España. Especializado en problemas socioeconómicos y temas agrarios. Fue director interino en el año 2000 de la Escuela Nacional de Trabajo Social, UNAM.
Ha expuesto en nueve ocasiones más de 400 óleos, acuarelas, pasteles, pirograbados y grabados en mármol. Jurado del premio Universidad Nacional en Economía y Administración. Ha participado en innumerables entrevistas para los medios en radio y televisión, periódicos y revistas. Participó en el Canal mexicano Foro TV en el programa "Respuesta Oportuna" en el tema de tatuajes y pírsines junto con Ana Paula Ordorica y Marta Guzmán.
Obtuvo la Medalla Gabino Barreda en el doctorado en 1981, que es un reconocimiento al Mérito Universitario de la UNAM.

## Obra

### Recuentos del amor a la muerte, del dolor a la vida
Es un libro de 19 cuentos, 94 poesías y una galería de dibujos; por sus páginas desfilan personajes como Pedro Antonio, Bernardo Bernal, el chueco, la princesa, el pollo, el guajolote, el fachoso, la doña, el Fantomas, el Niqui, el Jíbaro, el Piñón, el Orejotas, niños, viejos e indígenas, bohemios, y también barrios, casas, chozas, bosques, ríos y montañas; en las letras se dibujan virtudes y vicios, alegrías y tristezas, odios y amores, además de lugares como el “multi” Benito Juárez, la Escuela Constitución de 1857, y demás.

### Metamorfosis nacional
En el que se refiere a las transformaciones en México, sus antecedentes y cambio del Estado Benefactor al Estado Neoliberal. El libro es una contribución para la formación de estudiantes de ciencias sociales y carreras afines. Entre algunos aspectos que se abordan en esta obra, figuran: Metamorfosis de la Independencia, Estado Liberal y Crisis; El reacomodo o metamorfosis revolucionaria; El sexenio de crecimiento cero, la entrada al neoliberalismo: 1989-1994; Modernización, crisis y engaños; el sexenio de Ernesto Zedillo Ponce de León; Fin de la continuidad priísta; El PAN al Poder; El relevo con Felipe Calderón; Metamorfosis rural y la cuestión indígena; Metamorfosis y educación; Salud y Metamorfosis, entre otros.

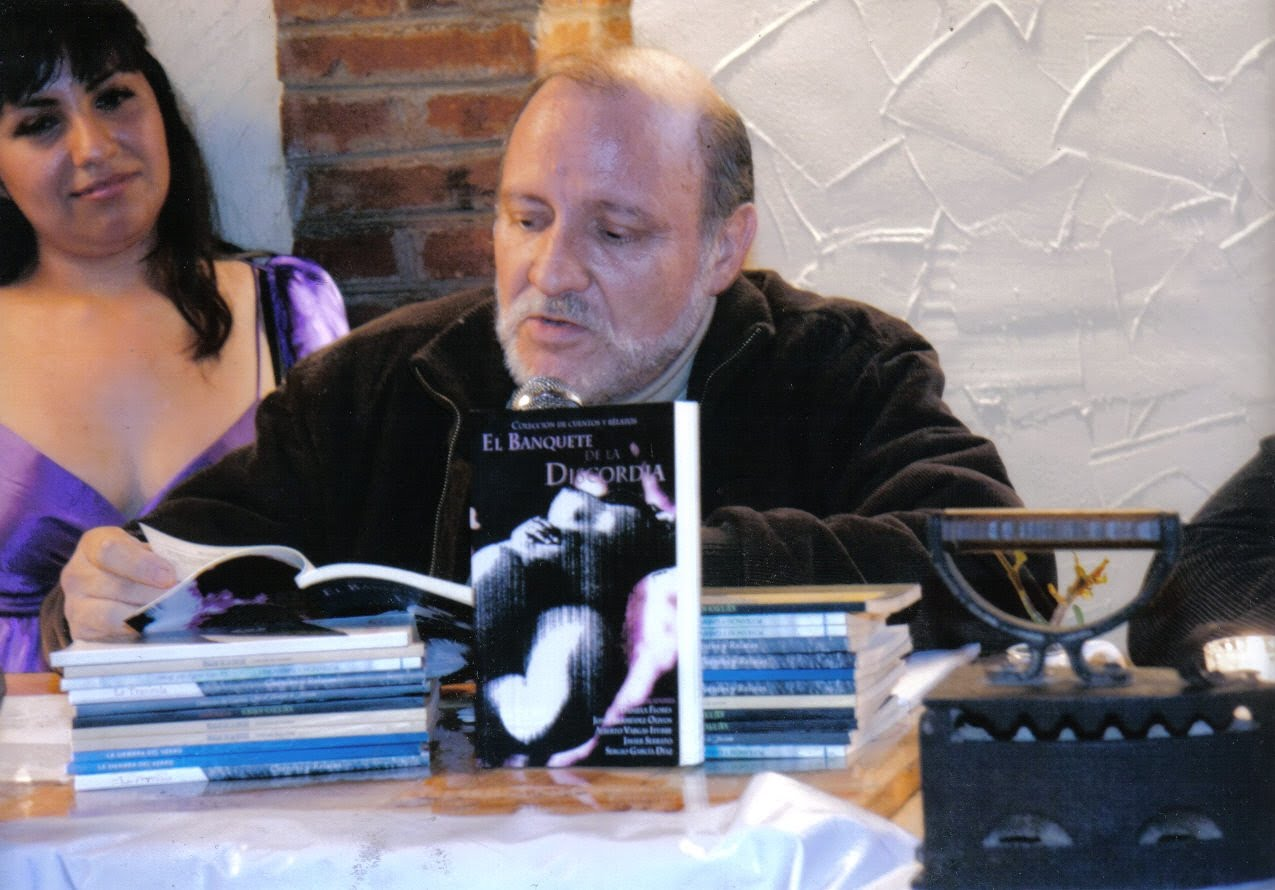
Roberto Bermúdez leyendo su cuento "El reencuentro"

### Otras obras
- Recuerdos del 68, Escuela Nacional de Trabajo Social UNAM, México, 1998

Novela sobre experiencias en el 68 de un joven preparatoriano. Reconstruye el proceso del movimiento estudiantil y la represión junto a vivencias personales del personaje central.
- Teoría y Práctica de la Cuestión Agraria, Escuela Nacional de Trabajo Social UNAM, México, 1993

- Metodología para la elaboración de un Monografía,(colaboradores Carlos Arteaga Basurto y Guillermo Campos Covarrubias) Escuela Nacional de Trabajo Social UNAM, serie Apoyo Didáctico número tres, México, 2004
- Investigación en Ciencias Sociales. Los problemas de la investigación. Proceso metodológico, (conjunto con Guillermo Campos Covarrubias y Carlos Arteaga Basurt). Escuela Nacional de Trabajo Social UNAM, México, 2004.

- Hipótesis Formulación y Comprobación,(Campos Guillermo) Plaza y Valdés SA de CV, México, 2006